# Liste der denkmalgeschützten Objekte in Pfaffstätten
Die Liste der denkmalgeschützten Objekte in Pfaffstätten enthält die 9 denkmalgeschützten, unbeweglichen Objekte der Gemeinde Pfaffstätten im niederösterreichischen Bezirk Baden.

## Denkmäler
| Foto |                 | Denkmal                                                                                      | Standort                                          | Beschreibung | Metadaten |
| ---- | --------------- | -------------------------------------------------------------------------------------------- | ------------------------------------------------- | --- | --- |
| ja   | Datei hochladen | Heimatmuseum HERIS-ID: 65723 Objekt-ID: 78588                                                | Dr. Josef Dolp-Straße 1 Standort KG: Pfaffstätten | Das zweigeschoßige Bürgerhaus, in dem 1985 das Heimatmuseum untergebracht wurde, stammt aus der zweiten Hälfte des 17. Jahrhunderts. | BDA-Hist.: Q38111370 Status: § 2a Stand der BDA-Liste: 2025-06-30 Name: Heimatmuseum GstNr.: .3/1 Heimatmuseum Pfaffstätten |
| ja   | Datei hochladen | Rathaus HERIS-ID: 65725 Objekt-ID: 78590                                                     | Dr. Josef Dolp-Straße 4 Standort KG: Pfaffstätten | Das als Rathaus genutzte Gebäude in Pfaffstätten wurde 1601 auf Veranlassung Paul Schönebners errichtet. 1610 wurde es nach einem Brand verkauft und zu einem Gasthaus umgebaut. Teile davon dienten als Armenhaus. 1804 kam es erneut zu einem Brand. An einer Gebäudeecke ist mit einem Eisenring der Kopf des 1683 von Türken zerstörten Ortsprangers befestigt.                                                                        | BDA-Hist.: Q38111383 Status: § 2a Stand der BDA-Liste: 2025-06-30 Name: Rathaus GstNr.: .51 Rathaus Pfaffstätten |
| ja   | Datei hochladen | Bürgerhaus HERIS-ID: 34757 Objekt-ID: 33143                                                  | Dr. Josef Dolp-Straße 5 Standort KG: Pfaffstätten | Bei dem zweigeschoßigen Bürgerhaus fallen der Erker mit Wappenkonsolen, sowie die kleinen Spionfenster auf. | BDA-Hist.: Q37960000 Status: Bescheid Stand der BDA-Liste: 2025-06-30 Name: Bürgerhaus GstNr.: .5 Pfaffstätten, Bürgerhaus Dr. Josef Dolp-Straße 5 |
| ja   | Datei hochladen | Pfarrhof HERIS-ID: 50392 Objekt-ID: 55319                                                    | Heiligenkreuzergasse 4 Standort KG: Pfaffstätten  | Der Pfarrhof ist ein langgezogener eingeschoßiger Bau und stammt aus der zweiten Hälfte des 17. Jahrhunderts. | BDA-Hist.: Q38039910 Status: § 2a Stand der BDA-Liste: 2025-06-30 Name: Pfarrhof GstNr.: .94/1 Pfarrhof Pfaffstätten |
| ja   | Datei hochladen | Kath. Pfarrkirche hll. Petrus und Paulus und ehem. Friedhof HERIS-ID: 50391 Objekt-ID: 55318 | Kirchengasse 2 Standort KG: Pfaffstätten          | Die Pfarrkirche steht im ältesten Bereich des Ortes und wurde ursprünglich vom Ortsfriedhof sowie der Friedhofsmauer umgeben. Sie ist eine romanische Saalkirche mit eingezogenen Chor und einen spätgotischen Turm. Sie gehörte ursprünglich zur Pfarre Traiskirchen (Stift Melk) und wurde im Jahr 1535 Pfarrkirche der selbständigen Pfarre, die zum Stift Heiligenkreuz gehörte. Seit 1784 ist sie dem Stift Heiligenkreuz inkorpiert. | BDA-Hist.: Q38039899 Status: § 2a Stand der BDA-Liste: 2025-06-30 Name: Kath. Pfarrkirche hll. Petrus und Paulus und ehem. Friedhof GstNr.: .95 Pfarrkirche Pfaffstätten |
| ja   | Datei hochladen | Schlüsslerhof HERIS-ID: 249039seit 2023                                                      | Spitzendorfergasse 2a Standort KG: Pfaffstätten   | Der Schlüsslerhof, ehemals im Besitz von Stift Neuberg an der Mürz, geht in seiner Bausubstanz auf das 13. Jahrhundert zurück. | BDA-Hist.: Q119231392 Status: § 57-Mandatsbescheid Stand der BDA-Liste: 2025-06-30 Name: Schlüsslerhof GstNr.: .1/1 |
| ja   | Datei hochladen | Lilienfelderhof HERIS-ID: 65722 Objekt-ID: 78587                                             | Stiftgasse 7 Standort KG: Pfaffstätten            | Der Lilienfelderhof ist ein Wirtschafts- und Leshof des Stiftes Lilienfeld und stammt aus der Zeit 16. und 17. Jahrhundert. Im Hauptgebäude ist eine Kapelle integriert. | BDA-Hist.: Q38111365 Status: Bescheid Stand der BDA-Liste: 2025-06-30 Name: Lilienfelderhof GstNr.: .89 Lilienfelderhof, Pfaffstätten |
| ja   | Datei hochladen | Wiener Neustädter Kanal HERIS-ID: 100924 Objekt-ID: 117205                                   | Standort KG: Pfaffstätten                         | Der Wiener Neustädter Kanal wurde 1803 in Betrieb genommen und bis auf 63 km erweitert. Ursprünglich war er bis Triest geplant. Teile der Trasse wurden später zu Bahnstrecken umgewandelt, so dass der Warenverkehr ab 1879 stark zurückging. | BDA-Hist.: Q64485499 Status: Bescheid Stand der BDA-Liste: 2025-06-30 Name: Wiener Neustädter Kanal GstNr.: 326/1, 326/2, 326/3, 326/25, 326/27, 326/28, 326/29, 326/30, 326/32, 1532/1, 1532/2, 1532/3, 1532/4, 1532/7, 1532/8, 1532/33, 1532/34, 1532/45, 2200, 2201, .126/2, .127/2 Wiener Neustädter Kanal |
| ja   | Datei hochladen | Teil der 1. Wiener Hochquellenleitung HERIS-ID: 111364 Objekt-ID: 129196                     | Standort siehe Beschreibung KG: Pfaffstätten      | Die I. Wiener Hochquellenwasserleitung ist ein Teil der Wiener Wasserversorgung und war die erste Versorgung von Wien mit einwandfreiem Trinkwasser. Nach vierjähriger Bauzeit wurde die 95 Kilometer lange Leitung am 24. Oktober 1873 eröffnet. An der Oberfläche sichtbare Zeugnisse der Wasserleitung sind der Aquädukt über die Einödstraße (Lage), Einstiegsturm 39 (Lage) und Einstiegsturm 40 (Lage).                              | BDA-Hist.: Q64765566 Status: Bescheid Stand der BDA-Liste: 2025-06-30 Name: Teil der 1. Wiener Hochquellenleitung GstNr.: 545/1, 746, 834/2, 2090/3 Hochquellenwasserleitung in Pfaffstätten |